# Pericycos
Pericycos is een kevergeslacht uit de familie van de boktorren (Cerambycidae). De wetenschappelijke naam van het geslacht werd voor het eerst geldig gepubliceerd in 1944 door Breuning.

## Soorten
Pericycos omvat de volgende soorten:
- Pericycos fruhstorferi Breuning, 1958
- Pericycos philippinensis Breuning, 1944
- Pericycos princeps (Pascoe, 1878)
- Pericycos sulawensis Hüdepohl, 1990
- Pericycos teragramus Gilmour, 1950
- Pericycos varieguttatus (Schwarzer, 1926)